# Ischnacanthiformes
Los iscnacantiformes (Ischnacanthiformes) son un orden extinto de peces acantodios. Vivieron entre el Silúrico Superior hasta el Carbonífero Superior o Pensilvaniense. Son un orden poco conocido, algunas de sus especie sólo se conocen fósiles de trozos aislados de la mandíbula a los que ha habido que echar imaginación para recrear cómo son.

## Anatomía comparada
Se caracterizan por poseer dos aletas dorsales, lo que los diferencia de los Climatiiformes que sólo poseen una, cada una con su espina; tienen dientes unidos a fuertes huesos dérmicos sobre la mandíbula que alcanzan el borde del cartílago mandibular, lo que los diferencia de los Acanthodiformes que son desdentados; sin espinas entre las aletas pélvicas y pectorales, lo que también los diferencia de Climatiiformes que siempre tienen estas espinas intercaladas y de Acanthodiformes que pueden tenerlas o no.

## Sistemática
Las poco conocidas especies se clasifican en las dos familias siguientes:
- Poracanthodidae † (Vergoossen, 1999) - con unos 7 géneros, entre los cuales el mejor fosilizado y representativo es Poracanthodes.
- Ischnacanthidae † (Woodward, 1891) - con unos 20 géneros, entre los cuales el mejor fosilizado y representativo es  Ischnacanthus.